# Liga Regional Jujeña de Fútbol
La Liga Regional Jujeña de Fútbol (LRJF) es una liga regional de fútbol amateur de la Provincia de Jujuy, Argentina que agrupa a los equipos de la Provincia de Jujuy, pertenecientes a Departamento Ledesma y Departamento Santa Bárbara.
A nivel nacional, la liga se ubica en la quinta división del fútbol argentino que corresponde a los clubes indirectamente afiliados a la AFA, a su vez, clasifica un equipo al Torneo Regional Federal Amateur, categoría que otorga cuatro ascensos al Torneo Federal A, y a la Copa Jujuy, que define al campeón de la provincia.

## Formato
En la edición 2022 del campeonato de liga se jugó un formato de todos contra todos a una sola rueda del que participaron 13 equipos quedando un equipo libre por fecha. La cantidad de equipos y la composición va variando año a año según quienes participan cada temporada. Los equipos tradicionales suelen participar de todos los torneos.

## Equipos participantes
15 clubes son los que integran actualmente la Liga Regional Jujeña de Fútbol.
| Equipo                                           | Localidad/Departamento                              | Estadio                               | Capacidad | Año de Fundación | Títulos | Participación en torneos de AFA         |
| ------------------------------------------------ | --------------------------------------------------- | ------------------------------------- | --------- | ---------------- | ------- | --------------------------------------- |
| Club Atlético El Talar                           | El Talar, Departamento Santa Bárbara                | -                                     | -         | -                | -       | -                                       |
| Club Atlético Yuto                               | Yuto, Departamento Ledesma                          | Complejo Municipal Juan Domingo Perón | 1000      | -                | -       | -                                       |
| Club Atlético Central Norte                      | Libertador General San Martín, Departamento Ledesma | -                                     | -         | -                | -       | -                                       |
| Club Defensores de Fraile Pintado                | Fraile Pintado, Departamento Ledesma                | Defensores de Fraile Pintado          | 1500      | 1948             | -       | -                                       |
| Club Atlético Defensores de Yuto                 | Yuto, Departamento Ledesma                          | Complejo Municipal Juan Domingo Perón | 1000      | -                | -       | -                                       |
| Club Deportivo Chalicán                          | Chalicán, Departamento Ledesma                      | -                                     | -         | -                | -       | -                                       |
| Círculo Deportivo Cultural Ing. Herminio Arrieta | Libertador General San Martín, Departamento Ledesma | Ernesto «Chino» Escalante             | 5000      | 1969             | -       | -                                       |
| Club Atlético Juventud Unida                     | Fraile Pintado, Departamento Ledesma                | -                                     | -         | -                | -       | -                                       |
| Club Social y Deportivo Mitre de Calilegua       | Calilegua, Departamento Ledesma                     | -                                     | -         | -                | -       | -                                       |
| Club Municipal Vinalito                          | Vinalito, Departamento Santa Bárbara                | -                                     | -         | -                | -       | -                                       |
| Club Social y Deportivo Peñarol                  | Fraile Pintado, Departamento Ledesma                | -                                     | -         | -                | -       | -                                       |
| Club Social y Deportivo San Francisco Bancario   | Libertador General San Martín, Departamento Ledesma | -                                     | -         | -                | -       | -                                       |
| Club Sportivo Alberdi                            | Libertador General San Martín, Departamento Ledesma | Ángel Lamas                           | 1500      | 1932             | -       | -                                       |
| Club Sportivo Leach                              | Caimancito, Departamento Ledesma                    | -                                     | -         | -                | -       | -                                       |
| Club Unión Calilegua                             | Calilegua, Departamento Ledesma                     | Unión Calilegua                       | 100       | -                | -       | Torneo Regional Federal Amateur 2022-23 |